# 다노우에 유타카
다노우에 유타카(일본어: 田上 裕, 1986년 1월 12일 ~ )는 일본의 전 축구 선수이다.

## 구단 경력
그는 2016년부터 2019년까지 J리그의 가고시마 유나이티드 FC에서 활동하였다.